# Serrat de l'Om
El Serrat de l'Om és una serra situada al municipi de Lladurs (Solsonès), amb una elevació màxima de 822,8 metres.